# مارتن شيرير
مارتن شيرير (بالألمانية: Martin Scherer)‏ هو أستاذ جامعي وطبيب ألماني، ولد في 27 يوليو 1972 في ماربورغ في ألمانيا.